# جان گیبسون پاتون
جان گیبسون پاتون (انگلیسی: John Paton; ۱۸ نوامبر ۱۸۶۷ – ۲۱ نوامبر ۱۹۴۳) فرد نظامی اهل استرالیا بود. وی همچنین برندهٔ جوایزی همچون نشان حمام شده‌است.